# Winston Groom
Winston Francis Groom, Jr., född 23 mars 1943 i Washington, D.C., död 17 september 2020 i Fairhope, Baldwin County, Alabama, var en amerikansk författare. Han är känd främst för sin bok Forrest Gump (svensk översättning Hans Berggren), filmatiserad 1994 med samma titel.
Groom föddes i Washington DC och växte upp i Baldwin County i Alabama.

## Utgivet på svenska[5]
- 1994 – Forrest Gump ISBN 9137106155
- 1996 – Forrest Gump & Son ISBN 9137109383